# Maleo (Lombardei)
Maleo (lombardisch Malé) ist eine Gemeinde mit 3034 Einwohnern (Stand 31. Dezember 2023) in der Provinz Lodi in der italienischen Region Lombardei.

## Ortsteile
Im Gemeindegebiet liegen neben dem Hauptort die Fraktion Casenuove, sowie die Wohnplätze Chiesuolo, Ronchi, Sigola und Villaggio Trivulzio.